# Colibri à flancs blancs
Oreotrochilus leucopleurus
Espèce
Statut de conservation UICN

 LC  : Préoccupation mineure
Statut CITES
Le Colibri à flancs blancs (Oreotrochilus leucopleurus) est une espèce de colibris de la sous-famille des Lesbiinae et de la tribu des Lesbiini.

## Distribution
Le Colibri à flancs blancs est présent dans le sud de la Bolivie, en Argentine et au Chili.

Carte de répartition de l'espèce